# East Fairview
East Fairview est une census-designated place située dans le comté de McKenzie, dans l’État du Dakota du Nord, aux États-Unis. Sa population s’élevait à 76 habitants lors du recensement de 2010. East Fairview se trouve à la frontière avec le Montana, qui la sépare de Fairview.

## Démographie
| 2000 | 2010 | - | - | - | - |
| ---- | ---- | - | - | - | - |
| 85   | 76   | - | - | - | - |

## Source
- (en) Cet article est partiellement ou en totalité issu de l’article de Wikipédia en anglais intitulé « East Fairview, North Dakota » (voir la liste des auteurs).